# Trachelophorus giraffa
Trachelophorus giraffa — вид жуков из семейства трубковёртов. Один из самых крупных представителей семейства.

## Этимология названия
Латинское видовое название giraffa означает жираф (Giraffa camelopardalis) — млекопитающее из отряда парнокопытных, семейства жирафовых, являющееся самым высоким современным наземным животным. Вид получил своё название за непомерно длинную вытянутую переднеспинку и голову, образующие подобие длинной шеи жирафа.

## Распространение
Вид является эндемиком острова Мадагаскар. Распространён в лесу Национального парка Раномафана.

## Описание

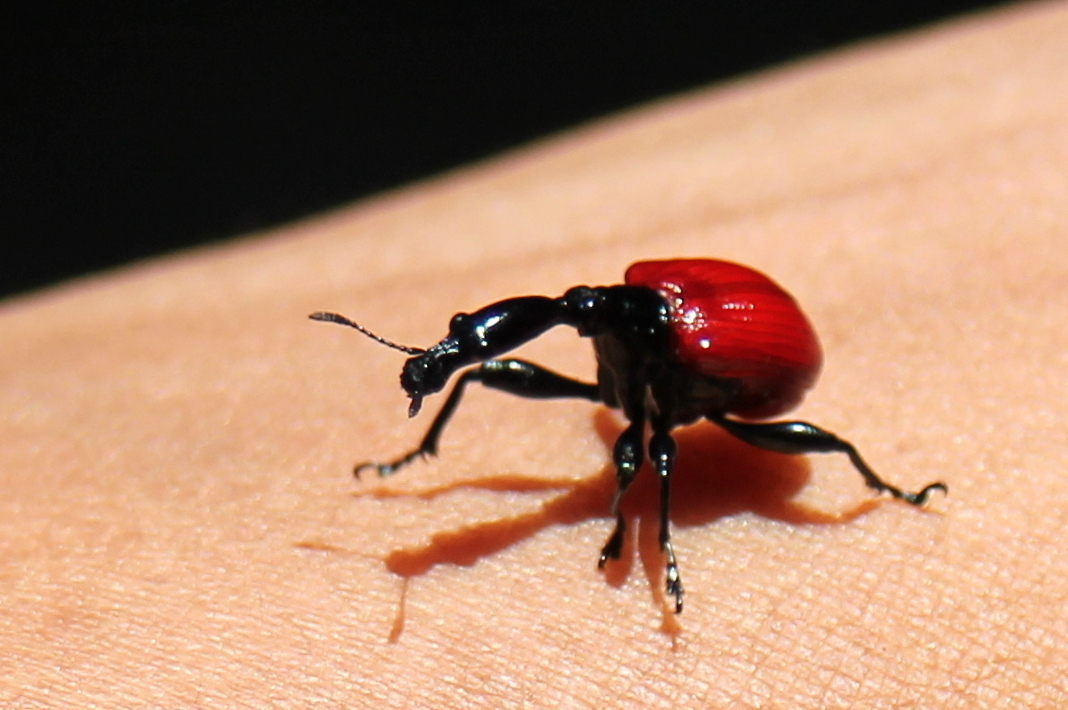
Самка лишена длинной «шеи» самца

Жук длиной до 25 мм. Окраска тела чёрная, надкрылья — красные. Голова вытянута в головотрубку, которая направлена вперёд. Головотрубка толстая, расширенная на вершине и горбообразно вздутая над местом прикрепления усиков. Глаза относительно крупные, продолговатые, не выступающие за контуры головы. Переднеспинка колоколообразная, вытянутая. Вытянутые голова и переднеспинка особенно развиты у самцов, образуя подобие «шеи» длиной до 18 мм, которая в два-три раза длиннее, чем у самки. Щиток более или менее треугольный. Надкрылья шире переднеспинки, имеют хорошо развитые плечевые бугорки и явственно выраженные эпиплевры. Бороздок на микроскульптуре надкрылий насчитывается 10, они имеют точки. Крылья развитые, жилкование кантароидного типа. Жуки хорошо летают.
Длинная «шея» используется самцами в драках за самку.

### Морфология личинок
Личинки лишены лапок. Их тело серповидное, мясистое. Усики двухсегментные, с выпуклым первым сегментом, сильно выступающим над поверхностью головы. Челюстные щупики трёхсегментные.

## Биология
Обитают в лесах. Жуки являются растительноядными и связаны с древесной и кустарниковой растительностью. Самки свёртывают листья Dichaetanthera cordifolia или Dichaetanthera arborea из семейства меластомовых (Melastomataceae) в трубки, закрытые сверху и снизу и образующиеся вследствие перегрызания листьев поперёк через срединную жилку. Сперва самка, при помощи мощных конечностей, складывает выбранный лист вдвое по центральной жилке, затем заворачивает его конец. В середину этого завитка она откладывает одно яйцо. Свернув правую половину листа, жук начинает обвертывать её левой половиной, после чего сворачивает лист в трубку. Самка подгрызает лист, в котором будет развиваться её личинка, и лист падает на почву. Во время сворачивания листа самкой самец охраняет её от посягательств других самцов и насекомых-паразитов. Личинки развиваются внутри трубки и питаются за счёт тканей листа.